# 汪濤 (清朝)
汪濤（?—?），清朝政治人物。江蘇人。
汪濤為乾隆十七年（1752年）壬申恩科三甲進士。乾隆二十三年（1758年）八月，出任湖南永順府龍山縣知縣。